# Trachau
Trachau ist ein Stadtteil im Nordwesten Dresdens. Er liegt auf der rechten Elbseite im Stadtbezirk Pieschen.

## Lage
Trachau befindet sich an der nordwestlichen Grenze Dresdens zu Radebeul. Im Norden wird es durch die Junge Heide, im Osten durch Trachenberge, im Süden durch Pieschen und im Westen durch Mickten und Kaditz begrenzt. Das Viertel nordöstlich der Aachener Straße wird auch Wilder Mann genannt.
Obwohl Trachau etwas entfernt von der Elbe liegt, befindet es sich doch am Rand eines breiten Auenlands. Der dicht besiedelte südliche Teil von Trachau liegt deswegen in einem Bereich der Stadt, der von einem äußerst starken Hochwasser der Elbe bedroht werden könnte. Beim Elbhochwasser 2002 kam es zu erhöhten Wasserstand bis zum Haltepunkt Trachau, aber auch nördlich der Bahnlinie flutete das drückende Grundwasser Keller und Gärten.

## Geschichte
Brandgräber aus der Bronzezeit an der Geblerstraße und Reste einer Siedlung am Schützenhof zeugen von einer frühen Besiedlung.
Trachau wurde 1242 erstmals als „Trachennowe“ erwähnt. Der Name ist im Gegensatz zu den meisten Stadtteilbezeichnungen in Dresden mittelhochdeutschen Ursprungs. Er bedeutet „Ort bei den Drachenbergen“, ein benachbarter Stadtteil ist Trachenberge. Ein räumlicher Bezug dieser Ortsnamen ist gegeben. Trotz des mittelhochdeutschen Namensursprungs war der Ort als sorbische Siedlung in einem alten Elbarm gegründet. Das Dorf wurde als Straßenangerdorf mit Gewannflur angelegt. Auf dem Dorfplatz gab es zwei Teiche, Große Pfütze und Kleine Pfütze, darauf weist noch der Name der Teichstraße hin.
Bis ins 19. Jahrhundert wurde in Trachau neben ortsüblicher Landwirtschaft auch Weinbau betrieben. Der Wein wurde auf den Hügeln hinter den Höfen angebaut. Im 15. Jahrhundert lebten die Altendresdner Augustinermönche am Alten Trachenberg (Großenhainer Straße Ecke Schützenhofstraße). Ab 1661 wurden die Hänge westlich des Schützenhofs gerodet. Darauf wurden Felder und Weinberge angelegt, die Neuländer genannt wurden. Häusler siedelten sich ab 1614 an, das erste entstand an der Leipziger Straße 210. Mit der Verlegung der Meißner Poststraße von der Elbe nach Trachau im Jahr 1787 kam es zum Zuzug erster Handwerker. Fleischer Gottfried Ockert erhielt am 13. Juni 1787 die Schankkonzession für den Gasthof Zum Lämmchen auf der Leipziger Straße, wo seit 1839 der Trachauer Gemeinderat tagte.
Eine Bockwindmühle wurde 1849 errichtet.
Trachau wurde in den Jahren 1766, 1795 und 1816 durch Brände zerstört und durch die Elbe 1655, 1784 und 1845 überflutet.
Ab 1838 teilte die Bahnstrecke Leipzig–Dresden die Trachauer Flur in einen südlichen Teil mit Dorf und Gärtnereien und einen nördlichen mit Feldern. In jener Zeit entstand die geschlossene Bebauung der Hauptstraßen durch Mietshäuser. Dennoch bestand noch bis Ende des 20. Jahrhunderts aktive landwirtschaftliche Nutzfläche südlich der Bahnlinie östlich des Bahnhofs Dresden-Trachau. Auf Grund der Industrialisierung in der Umgebung und des Stadtwachstums wurde die Landwirtschaft eingestellt.
1881 erfolgte ein Umbau des Gasthofes Zum Lämmchen und eine Umbenennung in Goldenes Lamm. 1895 entstand ein vergrößerter Tanzsaal, der nach Umbauten 1918 in den Zwanziger Jahren als Turnsaal des Trachauer Turnvereins und seit 1925 als Kino diente. Ab 1962 wurden die Räumlichkeiten bis 1997 als Domizil des Dresdner Puppentheaters genutzt. Danach stand das Gebäude leer, lediglich im Erdgeschoss befand sich noch eine kleine Gaststätte. 2006 kaufte die Freie Evangelische Gemeinde Dresden die Gebäude. Der Ballsaal dient seither als Gottesdienst- und Veranstaltungsraum. Im Mai 2009 wurde als neuer Arbeitsbereich ein Musikschulverein gegründet, der mit der Gemeinde die Räume teilt. Die Künstler DorFuchs und Samuel Rösch haben in der Musikschule „Goldenes Lamm“ ihre musikalischen Wurzeln.
Trachau wurde 1903 nach Dresden eingemeindet. Im Jahr 1908 löste sich Trachau von der Kirchgemeinde Kaditz.
Seit 2012 wird das Trachenfest vom Hufewiesen e. V. organisiert. Beides wird sehr vom „gebürtigen“ Trachauer Uwe Steimle unterstützt.

## Bebauung

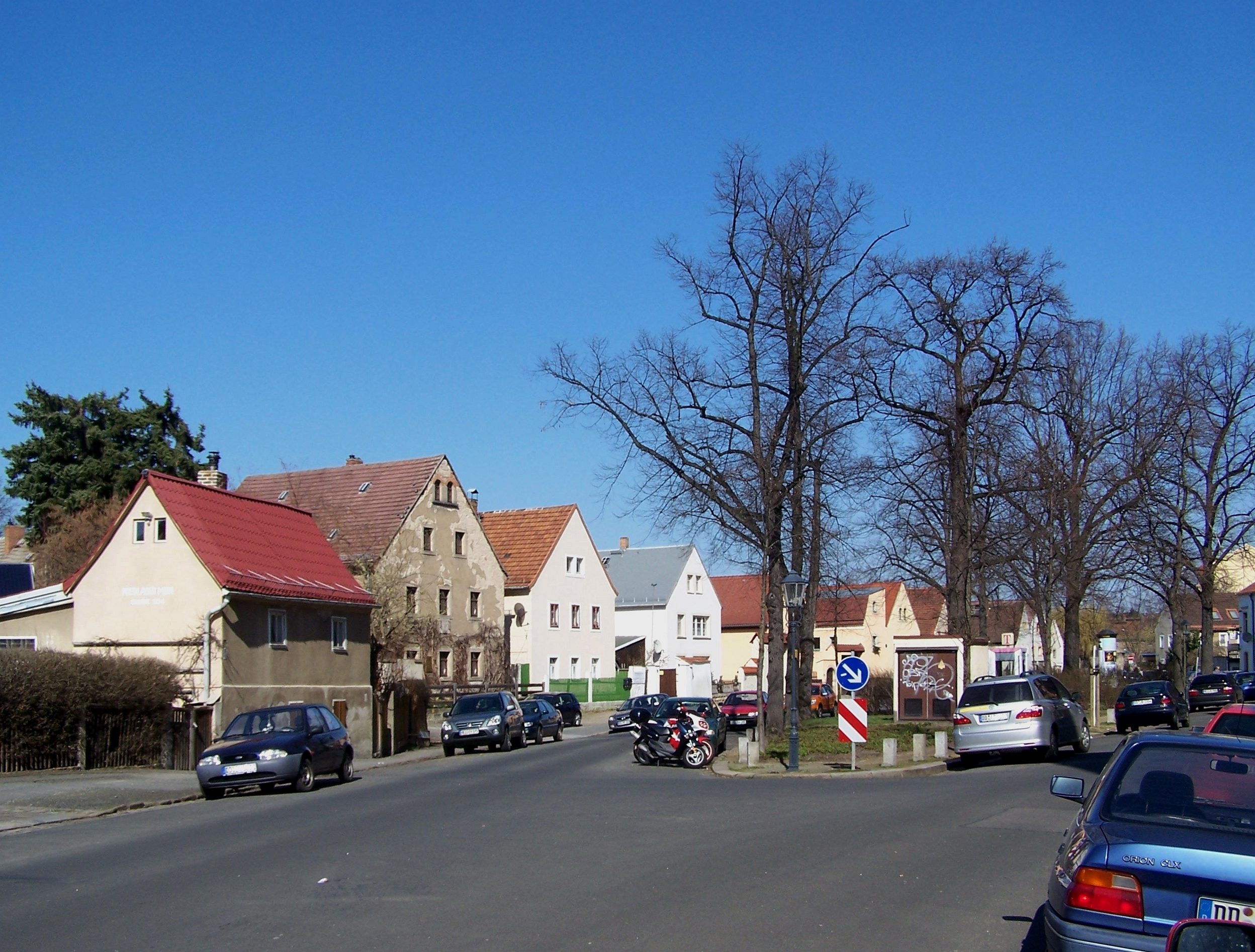
Der historische Dorfkern von Trachau

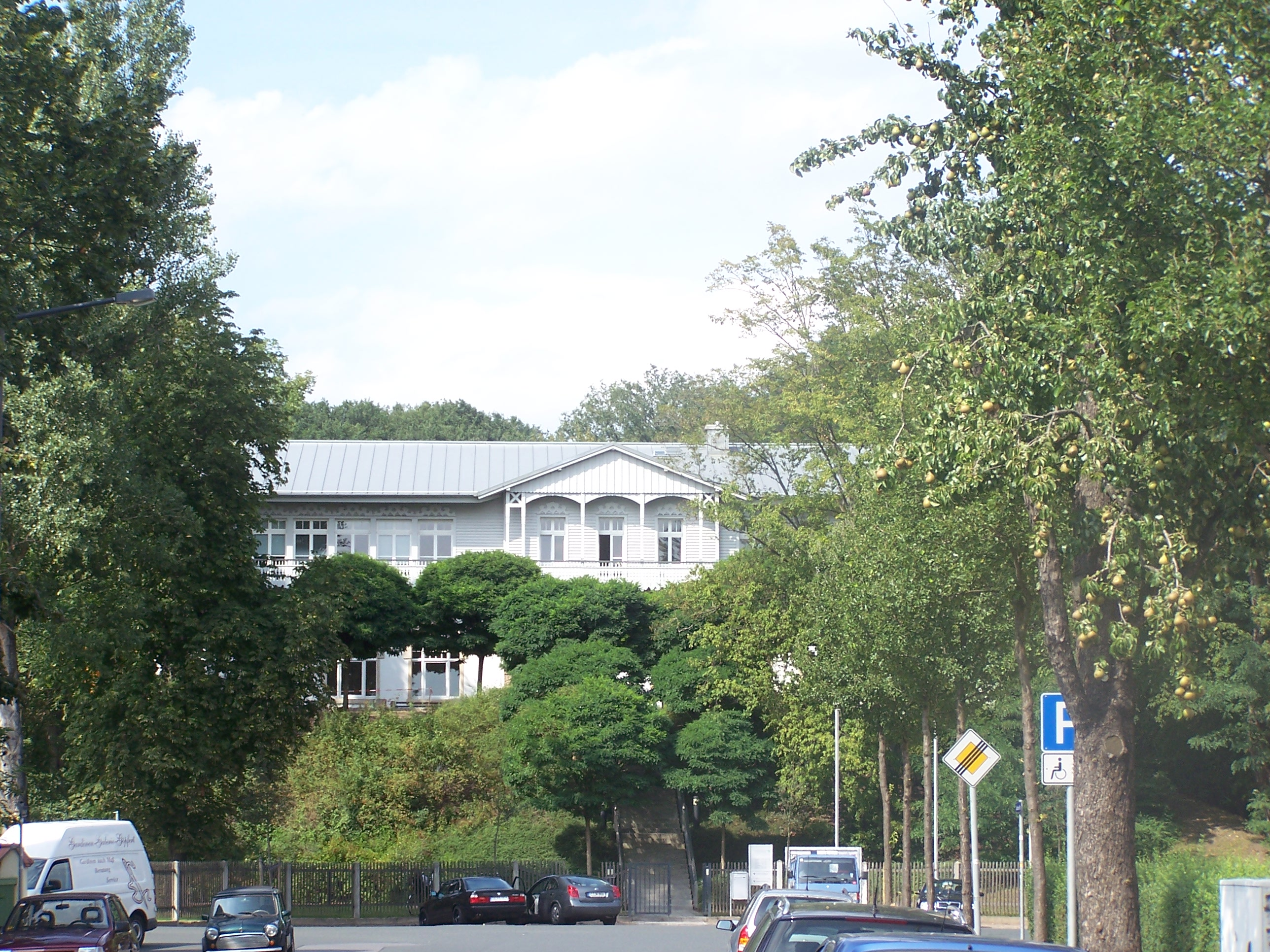
Sächsische Landeszentrale für politische Bildung im Schützenhof

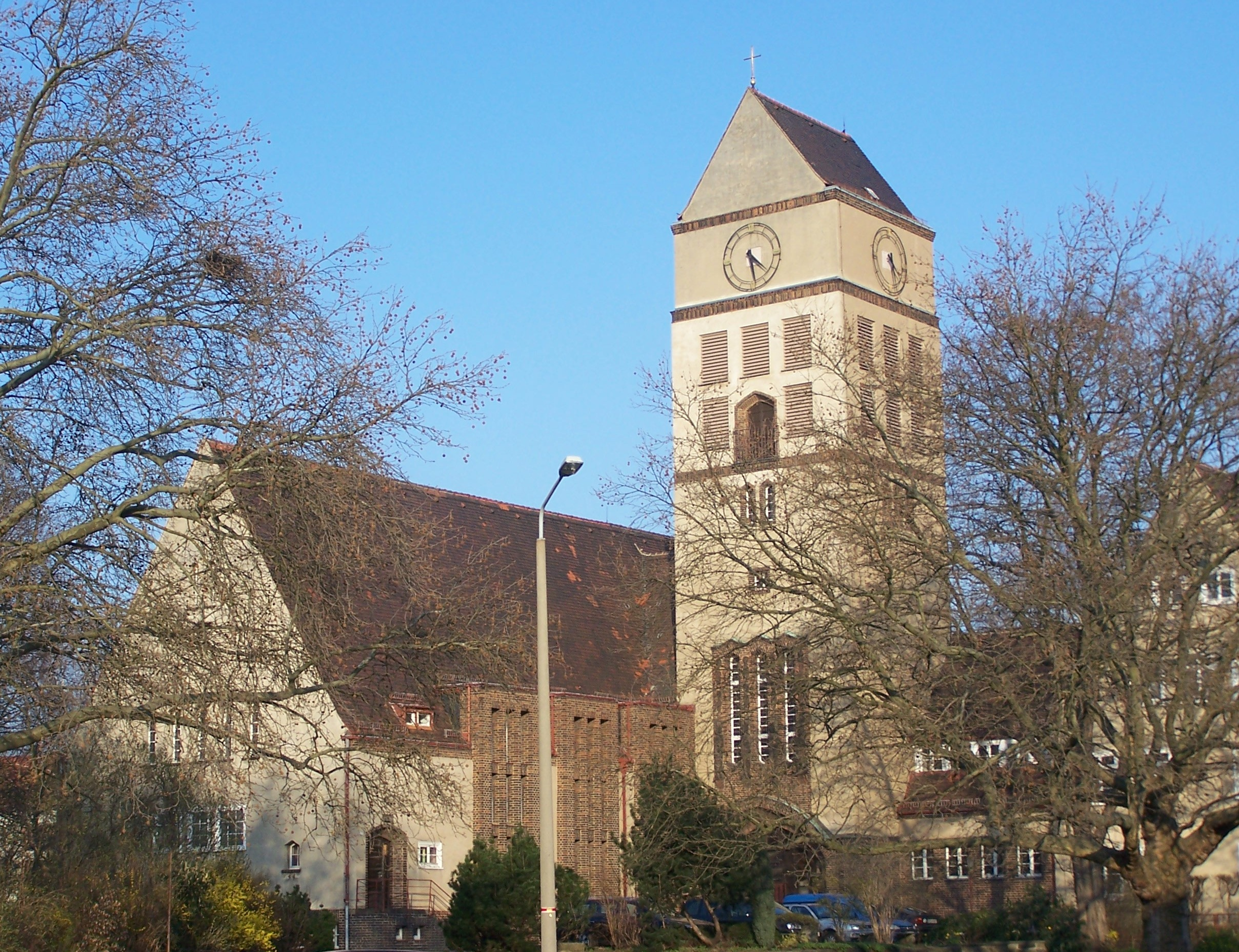
Apostelkirche in der Kopernikusstraße

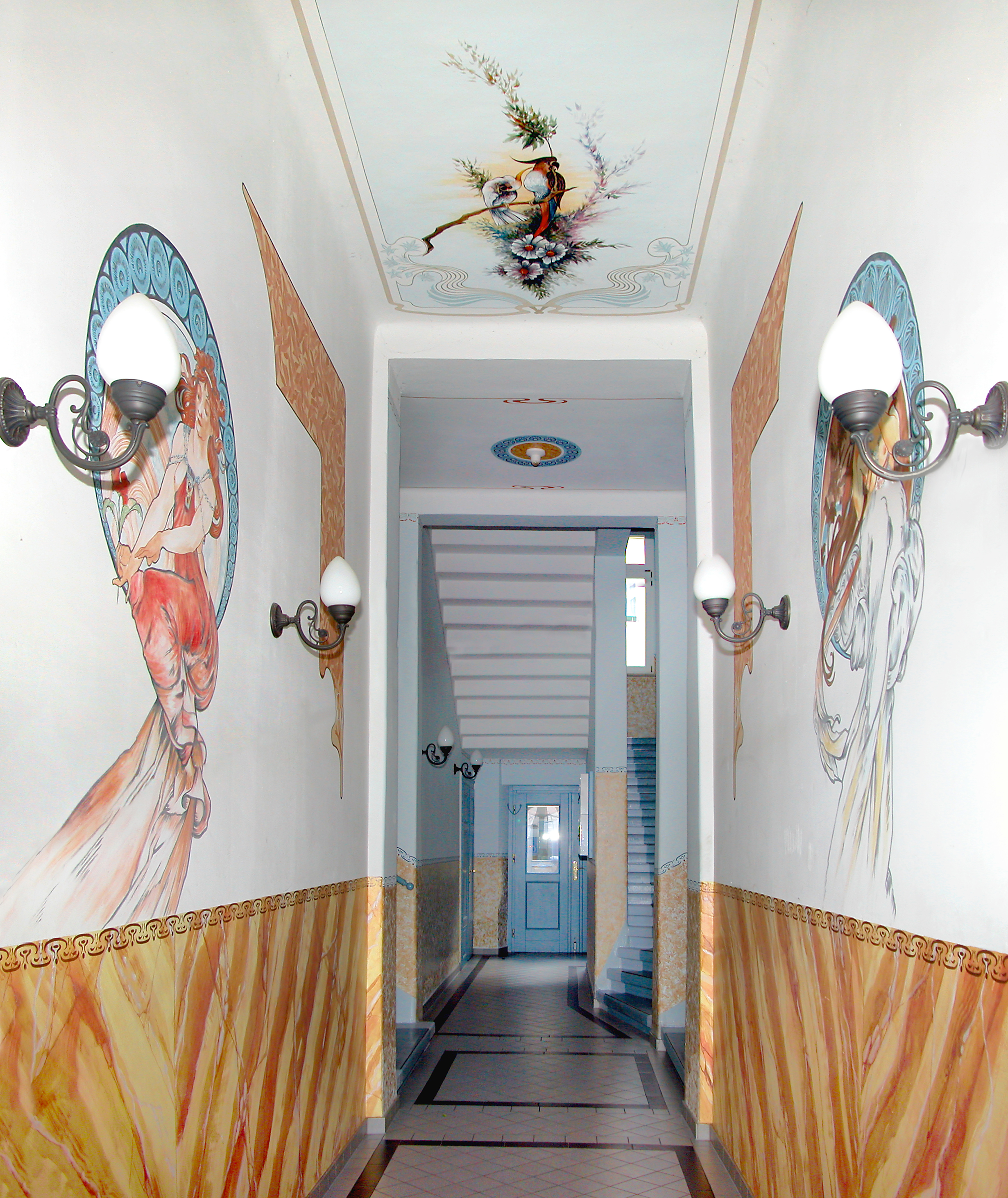
Alttrachau 10. Hauseingang im Jugendstil 1902

In Trachau hat sich mit Alttrachau ein historischer Dorfkern samt Anger erhalten, dessen Gebäudesubstanz geht bis ins 17. Jahrhundert zurück. Das älteste Gebäude Trachaus befindet sich in der Henricistraße 4, eine Jahreszahl weist auf das Jahr 1642 hin.
Bauten aus dem späten 19. Jahrhundert wurden in den letzten Jahren restauriert. Bemerkenswerte Bauwerke aus dieser Zeit sind der Schützenhof und das Wasserwerk Trachau. Im Schützenhof befindet sich die Sächsische Landeszentrale für politische Bildung. In der Großenhainer Straße 241 steht die Villa Trinkl der Baumeister Gebrüder Ziller aus dem Jahr 1886. 1900 wurde das repräsentative Rathaus an der Moritzburger Straße eingeweiht (Wilder-Mann-Straße 3/5).
Zwischen der Industriestraße und der Schützenhofstraße befindet sich, umgeben von der Richard-Rösch-Straße im Westen und der Aachener Straße im Osten, die Großsiedlung Trachau. Von 1928 bis 1933 entstanden in diesem Viertel Bauten der Neuen Sachlichkeit nach Planungen von Hans Richter, Schilling & Graebner und weiteren Architekten.
Zum Bebauungsplan der Großsiedlung gehörte das ursprünglich als Altersheim genutzte Städtische Krankenhaus Dresden-Neustadt. Ebenfalls im Gebiet der Großsiedlung steht die evangelische Apostelkirche, die 1927–1929 im Stil des Neuen Bauens nach einem Entwurf von Oswin Hempel errichtet wurde.

## Mit Trauchau verbundene Persönlichkeiten
Folgende Personen haben in Trachau gelebt oder ihre Kindheit verbracht:
- Otto Fischer-Trachau (1878–1958), akademischer Maler und Raumkünstler
- Albert Hensel (1895–1942), KPD-Mitglied und Widerstandskämpfer
- Peter Kulka (1937–2024), Architekt
- Günther Mickwausch, Designer (Automobile bei Horch, DKW F9, Auto Union, Plakate u. a. für Hygienemuseum)
- Theodor Rosenhauer (1901–1996), Maler
- Uwe Steimle (* 1963), Kabarettist und Schauspieler

## Verkehr
An der Bahnstrecke Leipzig–Dresden befindet sich der S-Bahnhof Trachau. Diese Eisenbahnstrecke stimmt mit der Trasse der ersten sächsischen Eisenbahnstrecke Dresden-Leipzig überein.
Die wichtigsten Straßen in Trachau sind die aus dem Stadtzentrum führende Leipziger Straße und die Großenhainer Straße. Die Leipziger Straße verbindet Dresden mit Radebeul. Auf ihr verkehrt die Straßenbahnlinie 4. Die Großenhainer Straße führt nach Moritzburg und Großenhain. Sie war bereits im 17. Jahrhundert der Hauptweg zu den Jagdgebieten des Kurfürsten August des Starken. Auf ihr verkehrt die Straßenbahnlinie 3 der Dresdner Verkehrsbetriebe.
Die Bundesautobahn 4 liegt entlang der nordwestlichen Stadtteilgrenze an der Jungen Heide. An der verlängerten Großenhainer Straße befindet sich die Anschlussstelle Wilder Mann.

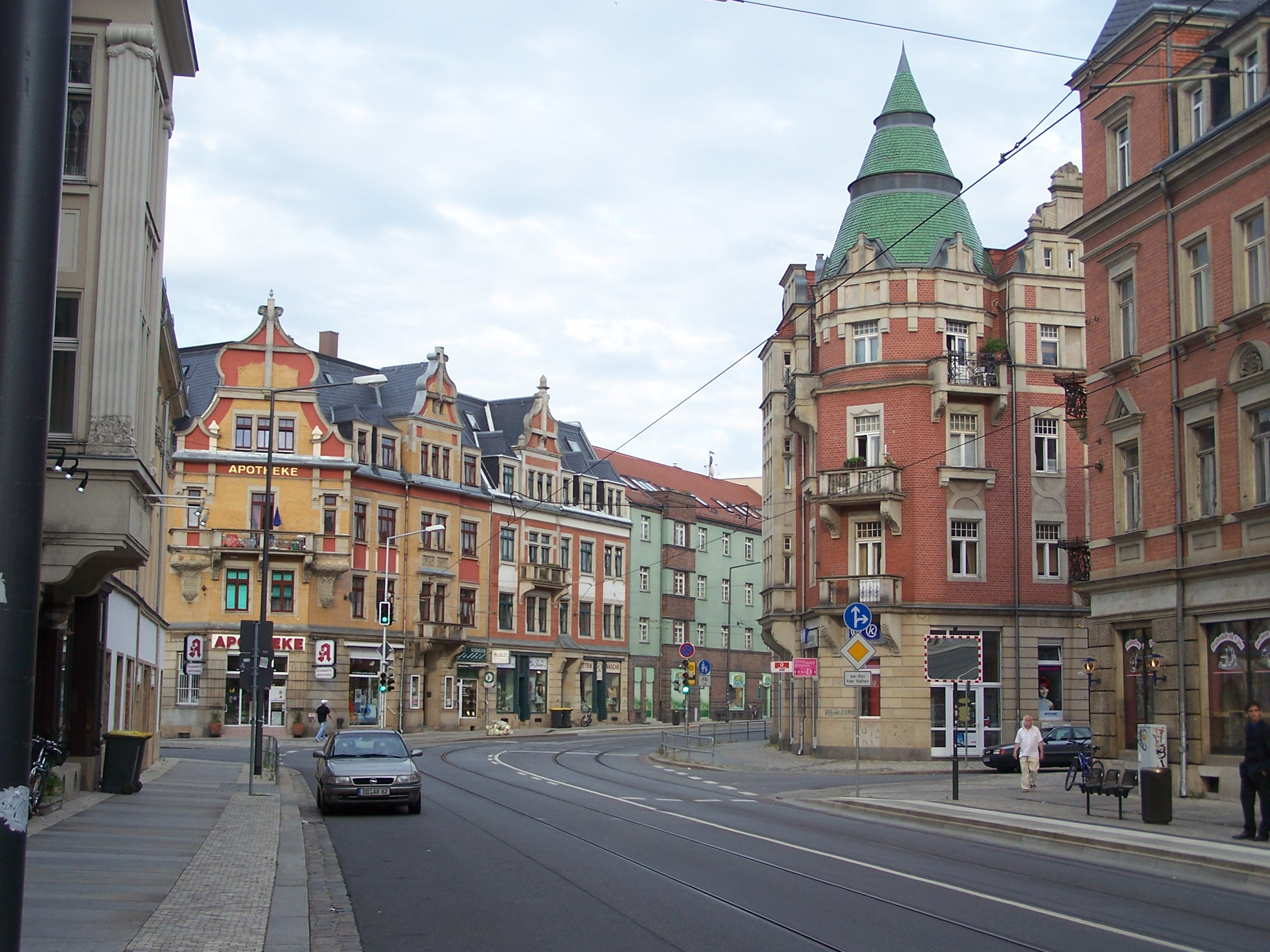
Häuser an der Leipziger Straße
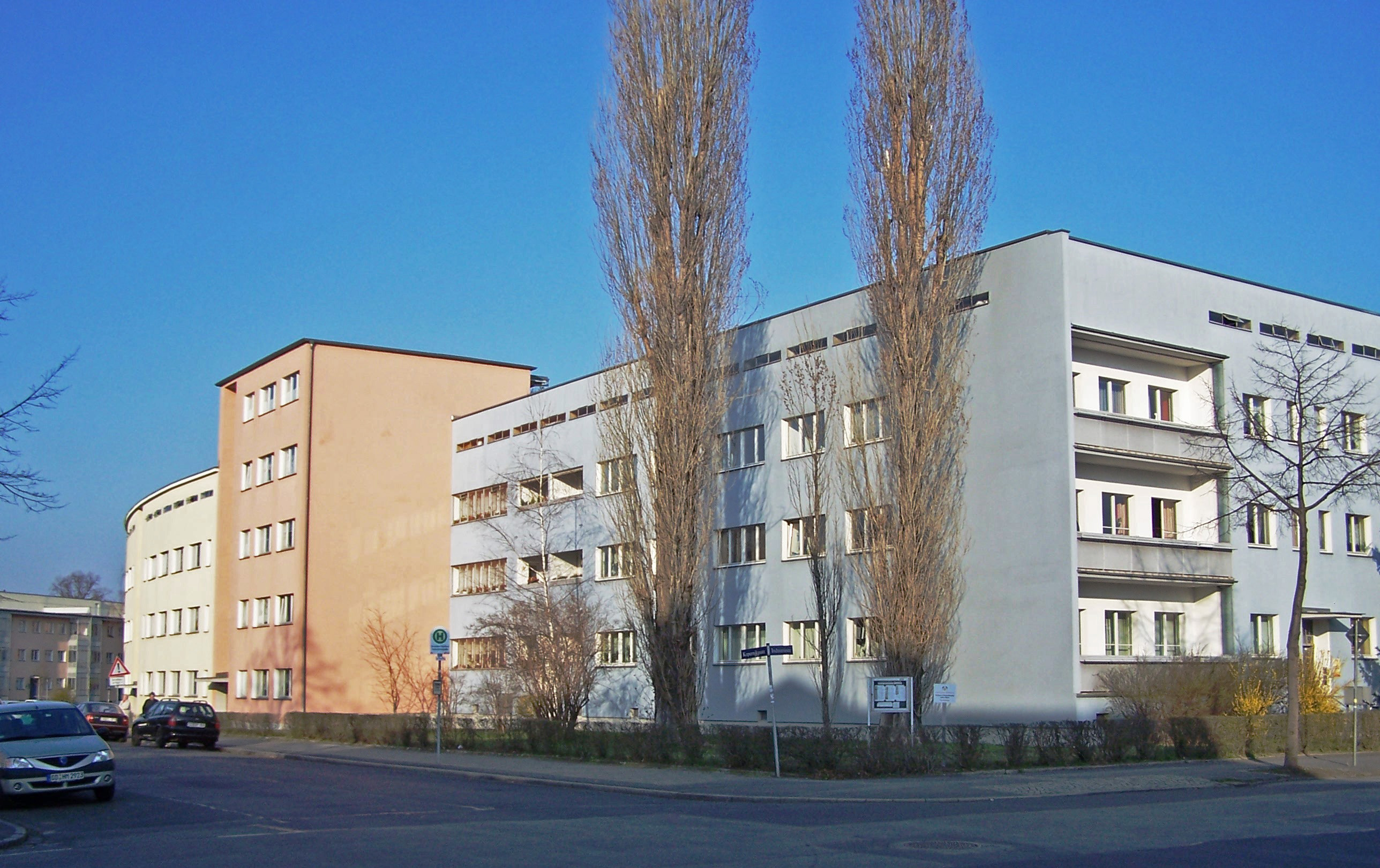
Kopernikusstr./Ecke Industriestr. (Großsiedlung Trachau)
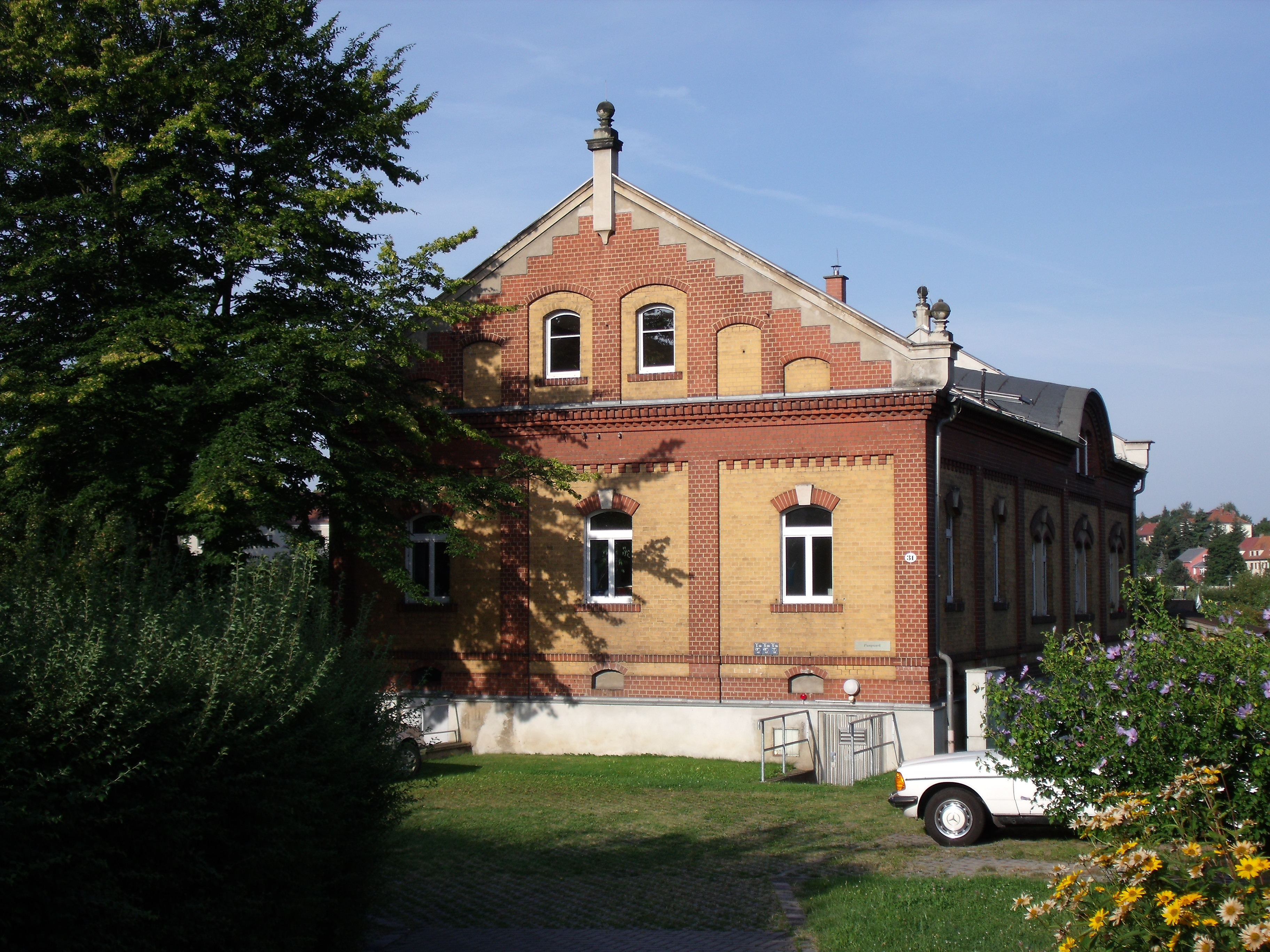
Wasserwerk Trachau in der Aachener Straße
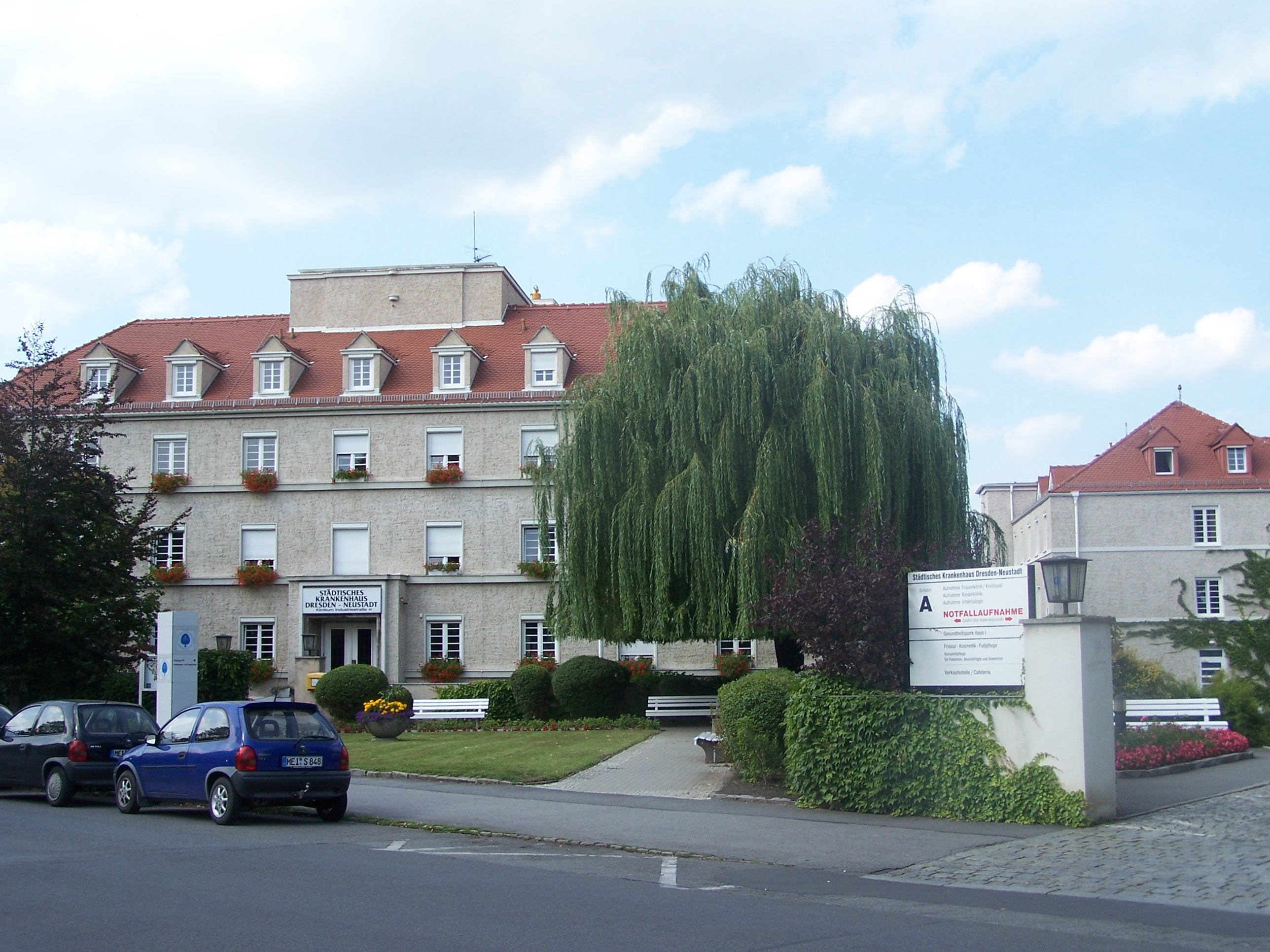
Städtisches Krankenhaus Dresden-Neustadt
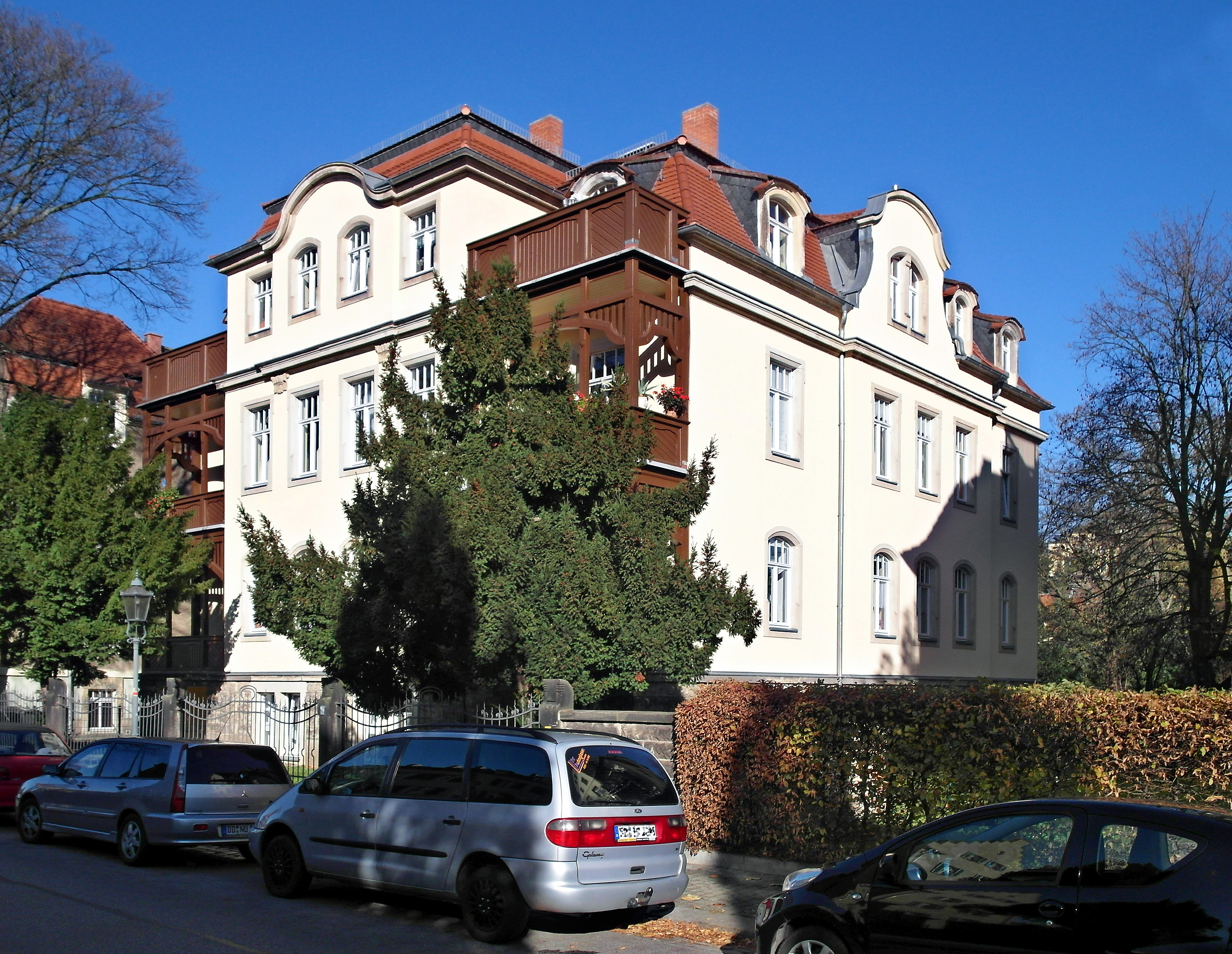
Typische Bebauung mit Mietvillen in Form von Kaffeemühlenhäusern am Wilden Mann